# أليس شائك
الأليس الشائك (باللاتينية: Alyssum subspinosum) نوع نباتي يتبع جنس الأليس من الفصيلة الكرنبية.

## البيئة والانتشار
موطنه بلاد الشام.